# Horacio Casarín
Horacio Casarín, teljes nevén Horacio Casarín Garcilaso (Mexikóváros, 1918. május 25. – 2005. április 10., Mexikóváros) mexikói labdarúgó, csatár.
A mexikói bajnokság történetének ötödik legeredményesebb góllövője 238 találattal. Csak a mexikói játékosokat vizsgálva harmadik ebben az összevetésben.

## Pályafutása

### A kezdetek
Casarín Mexikóváros Colonia Roma nevű negyedében született, középosztálybeli szülők gyermekeként 1918. május 25-én. A család 1924-ben az Egyesült Államokba költözött, előbb Kansasben, majd Brownsville-ben éltek. Casarínék 1929-ben tértek haza Mexikóba, majd a fiatal Horacio két évvel később bekerült a Necaxa utánpótláscsapatába. A felnőttcsapatban 1936. február 9-én debütált, az España ellen, ahol rögtön gólt is szerzett. Tagja volt a legendás „Once Hermanos”-generációnak, amellyel a Necaxa négy bajnoki címet és két kupagyőzelmet ünnepelhetett.
A válogatottban 1937. szeptember 12-én játszotta első meccsét, Récord Gutiérrez irányítása az ősi rivális amerikaiak ellen. Itt is jól sikerült a bemutatkozása, ugyanis rögtön első alkalommal kétszer is betalált az USA-nak, a 13. és a 74. percben. Hét nappal később Mexikói ismét az amerikai válogatottal játszott, Casarín pedig ismét kétszer talált be. A mexikóiak az első meccsen 7–2-re, a másodikon 7–3-ra nyertek.
Legnagyobb sikere a válogatottal az 1938-as közép-amerikai játékokon elért győzelem. Itt négy meccsen hat gólt lőtt: egyet Kolumbiának, kettőt Salvadornak, egyet Panamának, majd újabb kettőt Costa Ricá-nak.

### A Parque Asturias felgyújtása
A CF Asturias 1936-ban új pályára költözött, amihez új lelátót is építettek. Ez fából készült, és huszonkétezer ember fért el rajta kényelmesen, azonban a nagyobb érdeklődésre számot tartó bajnokikon akár harmincezren is összezsúfolódtak. Az 1938-39-es szezonban az Asturias és a Necaxa küzdött a bajnoki címért. A meccs napján zsúfolásig megtelt stadion és pattanásig feszült hangulat fogadta a két csapatot.
A találkozó első gólját Casarín szerezte, azonban az egész meccs folyamán durvábbnál durvább szabálytalanságot követtek el ellene többen is. Az első, Carlos Laviada által elkövetett faultot még megúszta, azonban a másodiknál Negro León olyan súlyos sérülést okozott neki, hogy nem tudta folytatni a játékot.
A meccs végül 2-2-es döntetlennel zárult, amellyel a Necaxa kiszállt a bajnoki címért folytatott harcból. A játékvezető Fernando Marcost pedig meggyanúsították, hogy elcsalta a meccset, egészen pontosan azt írták a számlájára, hogy jogtalan tizenegyest adott az Asturiasnak. Casarín esetében a diagnózis bokatörés volt, ami miatt hosszú időre, közel másfél évre harcképtelenné vált.
A feldühödött Necaxa-drukkerek pillanatok alatt lángba borították a stadiont, és hiába értek ki gyorsan a tűzoltók, már nem tudták megmenteni a létesítményt. Látván, hogy a lelátó menthetetlen, csak azt tudták megakadályozni, hogy a tűz átterjedjen a környező épületekre is.

### Elszerződés az Atlantéhez
1942-re Casarín csapat nélkül maradt. A hírt meghallva két csapat is rögtön le szerette volna szerződtetni, végül a Club América és az Atlante közül utóbbit választotta. Első meccsét új csapata színeiben éppen az ellen az América ellen játszotta, amely nem sokkal azelőtt még szintén le szerette volna szerződtetni. A meccs 5-3-as Atlante-győzelemmel zárult, Casarín a győzelemből két góllal vette ki a részét.
Az 1943-44-es szezon utolsó bajnokiján, a Veracruz ellen betalált, majd ugyanezt megismételte a következő szezon első nyolc fordulójában is. Ezzel két rekordot is felállított: övé lett a legjobb szezonkezdés, valamint a legtöbb egymás utáni meccsen (9) szerzett gól. Utóbbit többen beállították az évtizedek során, megdöntenie azonban csak a kameruni François Omam-Biyiknek sikerült. Ebben az évben huszonnégy bajnokin huszonkilenc alkalommal talált be, vagyis 1,2-es meccsenkénti gólátlagot produkált. Azonban még ezzel is csak harmadik lett a góllövőlistán, ugyanis Roberto Aballay negyven, Isidro Lángara pedig harmincnyolc gólt lőtt.
A következő évben, vagyis az 1945-46-os szezonban csapatszinten és egyénileg is születtek rekordok. Az Atlante csatársora, Martí Ventolrà, José Rafael Meza és Angelillo Nicolau 121 gólt szerzett a bajnokságban, aminél többre eddig egy csapat sem volt képes. Ebből Casarín huszonhatot vállalt magára, amiből kiemelkedik a Puebla ellen szerzett három gólja, a nyolc perc alatt lőtt mesterhármas ugyancsak rekord. Másik kiváló meccsét a Tampico ellen játszotta, ahol személyes csúcsot jelentő öt alkalommal vette be az ellenfél kapuját a 10-3-as győzelemmel végződő összecsapáson. A számos rekord ellenére az Atlante végül csak második helyen zárt a Veracruz mögött.
Az 1946-47-es szezon során végül sikerült végrehajtania azt, amit a Necaxával kétszer is: bajnoki címet szerzett. Százhét gólja a klub történetének második legeredményesebb góllövőjévé teszi. Nála többször csak a brazil Evanivaldo Castro volt eredményes, aki az egész bajnokság legsikeresebb csatára is egyben.

### Az utolsó évek
1948-ban Casarín elhagyta az Atlantét, és rövid időre Spanyolországba szerződött. Tagja volt a Real Oviedo és a Barcelona keretének is, hivatalos összecsapáson viszont csak a katalán klubbal lépett pályára. A nem túl jól sikerült légiósévek után 1949-ben hazatért Mexikóba.
Hazai szinten rendkívül sikeres karrierje ellenére mindössze egyetlen világbajnokságon, az 1950-es brazíliai tornán képviselhette Mexikót. A vb nem sikerült túl jól Mexikó számára, ugyanis rögtön az első körben kiestek. Casarín egy gólt szerzett, a Svájc elleni, 2-1-es vereséggel végződő találkozón. A világbajnokság után visszatért egykori klubjához, a Necaxához, és 1951-ben karrierje első és egyben utolsó gólkirályi címét szerezte tizenhét góllal.
Ebben az időben több csapatnál is mint játékos-edző dolgozott, például magánál a válogatottnál is, de irányította ilyen formában a Zacatepecet is. 1957-ben, a Monterrey játékosaként vonult vissza, utolsó, 238. gólját a CD Irapuato ellen lőtte.

### Edzőként
Húsz évvel visszavonulása után rövid ideig edzősködni kezdett. Eleinte a mexikói U20-as válogatott segédedzője volt Alfonso Portugal mellett, majd 1978-ban már vezetőedzői megbízatást is kapott, ekkor a Zacatepec edzője lett, amelynél már korábban tevékenykedett játékos-edzőként. 1979-ben a Tecost irányította tíz bajnokin keresztül, majd 1981-től három éven keresztül a CF Atlante kispadján ült.
2005. április 10-én, Alzheimer-kórban halt meg.

## Sikerei
- 1-szeres Közép-amerikai és Karibi játékok győztes:
  - Mexikó: 1938